# Vinnie Burke
Vinnie Burke (nacido Vincenzo Bucci) (15 de marzo de 1921 - 1 de febrero de 2001) fue un bajista de jazz estadounidense nacido en Newark, Nueva Jersey. 
Tocó el violín y la guitarra a temprana edad, pero perdió el uso de su dedo meñique en un accidente en una fábrica de municiones y pasó al contrabajo.  En la segunda mitad de la década de 1940 tocó con Joe Mooney, Tony Scott y Cy Coleman. Posteriormente, tocó con la Sauter-Finegan Orchestra, Tal Farlow, Marian McPartland, Don Elliott, Vic Dickenson, Gil Mellé, Bucky Pizzarelli, John Mehegan, Chris Connor, Eddie Costa y Bobby Hackett. Dirigió su propia banda en 1956 y dirigió pequeños combos hasta los años 1980.

## Discografía

### Como líder
- East Coast Jazz/2 (Bethlehem, 1955)
- The Vinnie Burke All-Stars (ABC-Paramount, 1956)
- Vinnie Burke's String Jazz Quartet (ABC-Paramount, 1957)
- Bass by Pettiford/Burke (Bethlehem, 1957)

### Como acompañante
Con Chris Connor
- Sings Lullabys for Lovers (Bethlehem, 1954)
- Sings Lullabys of Birdland (Bethlehem, 1956)
- Chris Connor Sings the George Gershwin Almanac of Song (Atlantic, 1957)

Con Tal Farlow
- Tal (Verve, 1956)
- The Swinging Guitar of Tal Farlow (Verve, 1957)
- Fuerst Set (Xanadu, 1975)
- Second Set (Xanadu, 1977)

Con otros
- Manny Albam, The Blues Is Everybody's Business (Coral, 1958)
- Eddie Costa, Eddie Costa/Vinnie Burke Trio (Jubilee, 1956)
- Bill Cullen, Bill Cullen's Minstrel Spectacular (ABC-Paramount, 1959)
- Mike Cuozzo, Mighty Mike Cuozzo (Savoy, 1955)
- Mike Cuozzo, Mike Cuozzo with the Costa Burke Trio (Jubilee, 1956)
- Don Elliott, A Musical Offering by Don Elliott (ABC-Paramount, 1956)
- Urbie Green, All About Urbie Green and His Big Band (ABC-Paramount, 1955)
- George Handy, Handyland U.S.A. ("X", 1954)
- Coleman Hawkins, Bean and the Boys (HighNote, 2001)
- Marian McPartland, In Concert (Jazz Heritage, 1993)
- Marian McPartland, On 52nd Street (Savoy, 2000)
- John Mehegan & Eddie Costa, A Pair of Pianos (Savoy, 1955)
- Gil Melle, Gil's Guests (Prestige, 1956)
- Bucky Pizzarelli, Music Minus Many Men (Savoy, 1960)
- Joe Puma, Joe Puma (Bethlehem, 1955)
- Eddie Shu, I Only Have Eyes for Shu (Bethlehem, 1955)
- Eddie Shu, Jazz Practitioners (Bethlehem, 1957)
- Carol Sloane, Hush-a-Bye (SSJ, 2009)
- Lennie Tristano & Marian McPartland, The Jazz Keyboards (Savoy, 1955)
- Chuck Wayne, The Jazz Guitarist (Savoy, 1956)